# Ricquebourg
Ricquebourg es una comuna francesa situada en el departamento de Oise, en la región de Alta Francia.

## Demografía
| 174 | 181 | 165 | 178 | 180 | 178 | 296 |
| Para los censos de 1962 a 1999 la población legal corresponde a la población sin duplicidades (Fuente: INSEE [Consultar]) |     |     |     |     |     |     |